# Saturnia rosacea
Saturnia rosacea är en fjärilsart som beskrevs av Brombacher. 1921. Saturnia rosacea ingår i släktet Saturnia och familjen påfågelsspinnare. Inga underarter finns listade.